# Penei Sewell
Penei Sewell (geboren am 9. Oktober 2000 in Malaeimi, Amerikanisch-Samoa) ist ein US-amerikanischer American-Football-Spieler auf der Position des Offensive Tackles. Er spielte College Football für die Oregon Ducks. Im NFL Draft 2021 wurde Sewell in der ersten Runde von den Detroit Lions ausgewählt.

## College
Sewell wuchs in Amerikanisch-Samoa auf, wo sein Vater Head Coach des Footballteams an einer Highschool war. Seine Brüder Gabe, Nephi und Noah spielten ebenfalls Football. In Amerikanisch-Samoa begannen sie, mit dem Highschoolteam zu trainieren, während sie noch auf die Grundschule gingen. 2012 zog Sewell mit seiner Familie nach St. George in Utah. Er besuchte dort die Desert Hills High School und spielte dort als Offensive Lineman für die Thunder. Sewell wurde 2018 zum All-American Bowl und zum Polynesian Bowl eingeladen.
Ab 2018 ging Sewell auf die University of Oregon, um für die Oregon Ducks zu spielen. Dort schaffte er direkt als Freshman den Sprung in die Startaufstellung. Er spielte, anders als an der Highschool, erstmals als Left Tackle. Nachdem er die ersten sechs Spiele als Starter bestritten hatte, verpasste er wegen einer Knöchelverstauchung sechs Wochen und damit den Rest der Regular Season. Im letzten Saisonspiel, dem Redbox Bowl gegen Michigan State, war Sewell wieder einsatzbereit.
Die Saison 2019 bestritt Sewell durchgehend als Starter. Er wurde in das All-Star-Team der Pacific-12 Conference gewählt, gewann die Outland Trophy als bester Offensive- oder Defensive-Line-Spieler im College Football und wurde als Unanimous All-American ausgezeichnet. In 926 Snaps ließ Sewell keinen Sack gegen seinen Quarterback Justin Herbert zu. Mit Oregon gewann er den Rose Bowl, der sein letztes Spiel am College werden sollte, gegen die Wisconsin Badgers.
Am 7. September 2020 gab Sewell bekannt, dass er die College-Football-Saison 2020 wegen der COVID-19-Pandemie in den Vereinigten Staaten aussetzen und sich auf den NFL Draft 2021 vorbereiten würde.

## NFL
Sewell wurde im NFL Draft 2021 an siebter Stelle als erster Offensive Lineman von den Detroit Lions ausgewählt. In der Saisonvorbereitung trainierte er als Right Tackle, aufgrund einer Verletzung von Taylor Decker kam er bei seinem NFL-Debüt am ersten Spieltag gegen die San Francisco 49ers als Left Tackle zum Einsatz. Er spielte acht Partien als Left Tackle, nach der Rückkehr von Decker wechselte er wieder auf die rechte Seite, auf der er die folgenden acht Spiele bestritt. Das letzte Spiel der Saison verpasste Sewell krankheits- und verletzungsbedingt. In seiner zweiten NFL-Saison spielte Sewell alle 17 Spiele als Right Tackle. Als Ersatz für Lane Johnson wurde er in den Pro Bowl gewählt. In der Saison 2023 wurde Sewell erneut in den Pro Bowl sowie erstmals zum first-team All-Pro gewählt.